# Liste der Kulturdenkmale in Coschütz (Dresden)
Die Liste der Kulturdenkmale in Coschütz umfasst sämtliche Kulturdenkmale der Dresdner Gemarkung Coschütz. Die Anmerkungen sind zu beachten.
Diese Liste ist eine Teilliste der Liste der Kulturdenkmale in Dresden. 

Diese Liste ist eine Teilliste der Liste der Kulturdenkmale in Sachsen.

## Legende
- Bild: Bild des Kulturdenkmals, ggf. zusätzlich mit einem Link zu weiteren Fotos des Kulturdenkmals im Medienarchiv Wikimedia Commons. Wenn man auf das Kamerasymbol klickt, können Fotos zu Kulturdenkmalen aus dieser Liste hochgeladen werden:
- Bezeichnung: Denkmalgeschützte Objekte und ggf. Bauwerksname des Kulturdenkmals
- Lage: Straßenname und Hausnummer oder Flurstücknummer des Kulturdenkmals. Die Grundsortierung der Liste erfolgt nach dieser Adresse. Der Link (Karte) führt zu verschiedenen Kartendiensten mit der Position des Kulturdenkmals. Fehlt dieser Link, wurden die Koordinaten noch nicht eingetragen. Sind diese bekannt, können sie über ein Tool mit einer Kartenansicht einfach nachgetragen werden. In dieser Kartenansicht sind Kulturdenkmale ohne Koordinaten mit einem roten bzw. orangen Marker dargestellt und können durch Verschieben auf die richtige Position in der Karte mit Koordinaten versehen werden. Kulturdenkmale ohne Bild sind an einem blauen bzw. roten Marker erkennbar.
- Datierung: Baubeginn, Fertigstellung, Datum der Erstnennung oder grobe zeitliche Einordnung entsprechend des Eintrags in der sächsischen Denkmaldatenbank
- Beschreibung: Kurzcharakteristik des Kulturdenkmals entsprechend des Eintrags in der sächsischen Denkmaldatenbank, ggf. ergänzt durch die dort nur selten veröffentlichten Erfassungstexte oder zusätzliche Informationen
- ID: Vom Landesamt für Denkmalpflege Sachsen vergebene, das Kulturdenkmal eindeutig identifizierende Objekt-Nummer. Der Link führt zum PDF-Denkmaldokument des Landesamtes für Denkmalpflege Sachsen. Bei ehemaligen Kulturdenkmalen können die Objektnummern unbekannt sein und deshalb fehlen bzw. die Links von aus der Datenbank entfernten Objektnummern ins Leere führen. Ein ggf. vorhandenes Icon  führt zu den Angaben des Kulturdenkmals bei Wikidata.

## Coschütz
| Bild           | Bezeichnung | Lage                                                                                      | Datierung | Beschreibung | ID       |
| -------------- | --- | ----------------------------------------------------------------------------------------- | --- | --- | -------- |
|                | Zwei Brunnenhäuser/Pumpenhäuser                                                                                             | (Karte)                                                                                   | 1904 (Brunnenhaus), 1912–1913 (Brunnenhaus)                                                                                     | versorgten die Felsenkellerbrauerei, zum Teil von dort noch genutzt, markante, historisierende Klinker-Putz-Bauten über oktogonalem Grundriss, als Zweckbauten ansprechend gestaltet, vor allem ortsgeschichtlich, technikgeschichtlich und wirtschaftsgeschichtlich bedeutend, als Gruppe mit weiterem Pumpenhaus auf benachbarter Flur (siehe unter Bannewitz, OT Cunnersdorf) zudem mit Seltenheitswert. | 09304480 |
|                | Ulmenhof | Altcoschütz 1; 1a (Karte)                                                                 | bezeichnet 1829 (Wohnstallhaus), bezeichnet 1830 (Seitengebäude)                                                                | Wohnstallhaus, Seitengebäude, Teile der Scheune sowie Hofeinfahrt eines Dreiseithofes; weitgehend authentisch erhaltene Fachwerkbauten über massivem Erdgeschoss mit Krüppelwalmdach, bemerkenswertes malerisches Anwesen, von der Scheune Erdgeschossmauer und Kellergewölbe erhalten, besonders ortsbildprägend durch Lage am Eingang des alten Coschützer Ortskerns, Anlage als Zeugnis der ländlichen Architektur und Volksbauweise ihrer Zeit baugeschichtlich und ortsgeschichtlich bedeutend. Der Eigentümer wurde für die Sanierung des Ulmenhofs mit dem 3. Preis des Bau-Preises Plauen 2007 ausgezeichnet. | 09211905 |
|                | Wohnstallhaus und Hofmauer mit Pforte eines Zweiseithofes                                                                   | Altcoschütz 3 (Karte)                                                                     | 1829 (Wohnstallhaus) | zwei Schlusssteine in der Hofmauer verbaut, weitgehend authentisch erhaltenes Fachwerkhaus über massivem Erdgeschoss und mit vorkragendem Satteldach, als Bestandteil des alten Coschützer Ortskerns von siedlungsgeschichtlicher Bedeutung, Anlage als Zeugnis der ländlichen Architektur und Volksbauweise ihrer Zeit baugeschichtlich und ortsgeschichtlich bedeutend. | 09211906 |
|                | Wohnstallhaus, Pforte und Hofmauer eines Bauernhofes                                                                        | Altcoschütz 4 (Karte)                                                                     | 1829 (Wohnstallhaus) | massives, giebelständiges Bauernhaus mit Krüppelwalmdach und Heuaufzug, besonders ortsbildprägend durch Lage am Eingang des alten Coschützer Ortskerns, Anlage als Zeugnis der ländlichen Architektur und Volksbauweise ihrer Zeit baugeschichtlich und ortsgeschichtlich bedeutend. | 09211904 |
|                | Wohnstallhaus, Seitengebäude und Torpfeiler eines ehemaligen Dreiseithofes                                                  | Altcoschütz 5; 7 (Karte)                                                                  | bezeichnet 1829 (Wohnstallhaus)                                                                                                 | malerische, giebelständige Fachwerkbauten über massivem Erdgeschoss und mit hofseitig vorkragendem Krüppelwalmdach, als Bestandteil des alten Coschützer Ortskerns von siedlungsgeschichtlicher Bedeutung, Anlage als Zeugnis der ländlichen Architektur und Volksbauweise ihrer Zeit baugeschichtlich und ortsgeschichtlich bedeutend. | 09211907 |
|                | Wohnhaus | Altcoschütz 6 (Karte)                                                                     | 1839 (Wohnhaus) | bäuerliches traufständiges Wohnhaus mit Krüppelwalmdach, als Zeugnis des einstigen Bauerndorfes und der historischen Struktur von Coschütz baugeschichtlich und ortsgeschichtlich bedeutend. | 09211917 |
|                | Spritzenhaus | Altcoschütz 8 (vor) (Karte)                                                               | 1823 (Spritzenhaus) | markantes Kleindenkmal, baugeschichtlich bedeutend, zudem im Ensemble des Dorfkerns Coschütz ortsgeschichtlich von Belang. | 09305296 |
|                | Wohnstallhaus, Seitengebäude, Scheune und rückwärtige Hofmauer mit Pforte eines Dreiseithofes                               | Altcoschütz 9 (Karte)                                                                     | bezeichnet 1829 (Wohnstallhaus)                                                                                                 | malerische, giebelständige Fachwerkbauten über massivem Erdgeschoss und mit hofseitig vorkragendem Krüppelwalmdach, als Bestandteil des alten Coschützer Ortskerns von siedlungsgeschichtlicher Bedeutung, Anlage als Zeugnis der ländlichen Architektur und Volksbauweise ihrer Zeit baugeschichtlich und ortsgeschichtlich bedeutend. | 09211908 |
|                | Wohnstallhaus, Seitengebäude, Scheune, Torpfeiler, Taubenhaus und rückwärtige Hofmauer mit Pforte eines Dreiseithofes       | Altcoschütz 11 (Karte)                                                                    | 1830er Jahre (Wohnstallhaus) | massive Bauten mit repräsentativen zugewandten Giebeln in klassizistischer Formsprache und Krüppelwalmdächern, Hof als Bestandteil des alten Coschützer Ortskerns von siedlungsgeschichtlicher Bedeutung, Anlage als Zeugnis der ländlichen Architektur ihrer Zeit baugeschichtlich und ortsgeschichtlich bedeutend. | 09211909 |
|                | Wohnstallhaus, Scheune, Hofeinfahrt, Stützmauer, nordwestliche Pforte und rückwärtige Hofmauer mit Pforte eines Bauernhofes | Altcoschütz 13 (Karte)                                                                    | nach 1829 (Wohnstallhaus) | Wohnstallhaus mit angebauter Scheune als massiver Bau mit repräsentativem zugewandtem Giebel in klassizistischer Formsprache und Satteldach, Hof als Bestandteil des alten Coschützer Ortskerns von siedlungsgeschichtlicher Bedeutung, Anlage als Zeugnis der ländlichen Architektur ihrer Zeit baugeschichtlich und ortsgeschichtlich bedeutend. | 09211910 |
|                | Wohnhaus (Nr. 15), Seitengebäude (Nr. 15a) mit nordöstlicher Pforte und rückwärtige Hofmauer eines ehemaligen Dreiseithofes | Altcoschütz 15; 15a (Karte)                                                               | bezeichnet 1830 (Wohnhaus) | giebelständige Bauten, das Seitengebäude von 1830 mit Satteldach und zweiriegligem Fachwerk im Obergeschoss mit Anbau im Bereich des Stallteils, massives Wohnhaus um 1900 anstelle des Wohnstallhauses historisierend errichtet, als Bestandteil des alten Coschützer Ortskerns von siedlungsgeschichtlicher Bedeutung, Anlage als Zeugnis der ländlichen Architektur und Volksbauweise ihrer Zeit baugeschichtlich und ortsgeschichtlich bedeutend. | 09211911 |
|                | Ehemaliges Seitengebäude und rückwärtige Hofmauer mit Pforte eines Bauernhofes                                              | Altcoschütz 17 (Karte)                                                                    | 1830er Jahre (Seitengebäude) | bildete wohl mit dem parallel liegenden Wohnstallhaus Nummer 19 ehemals einen Hof, Seitengebäude giebelständiger Fachwerkbau mit massivem Erdgeschoss und Krüppelwalmdach, als Bestandteil des alten Coschützer Ortskerns von siedlungsgeschichtlicher Bedeutung, zudem als Zeugnis der ländlichen Architektur und Volksbauweise seiner Zeit baugeschichtlich und ortsgeschichtlich bedeutend. Die Eigentümer wurden für die denkmalgerechte Wiederherstellung des Dreiseithofs mit dem Bau-Preis Plauen 2002 ausgezeichnet.                                                                                          | 09211912 |
|                | Wohnstallhaus, Toreinfahrt und rückwärtige Hofmauern mit Pforte                                                             | Altcoschütz 19 (Karte)                                                                    | 1817 (Wohnstallhaus) | bildete wohl mit dem parallel liegenden Seitengebäude Nummer 17 ehemals einen Hof, Wohnstallhaus giebelständiger Fachwerkbau, mit massivem Erdgeschoss und Krüppelwalmdach, bezeichneter Türschlussstein, als Bestandteil des alten Coschützer Ortskerns von siedlungsgeschichtlicher Bedeutung, Gebäude zudem als Zeugnis der ländlichen Architektur und Volksbauweise seiner Zeit baugeschichtlich und ortsgeschichtlich bedeutend. | 09211913 |
|                | Wohnstallhaus, Pforte und Stützmauer eines ehemaligen Bauernhofes                                                           | Altcoschütz 21 (Karte)                                                                    | 1760 (Wohnstallhaus) | giebelständiger Fachwerkbau mit massivem Erdgeschoss und Satteldach, als Bestandteil des alten Coschützer Ortskerns von siedlungsgeschichtlicher Bedeutung, zudem als Zeugnis der ländlichen Architektur und Volksbauweise seiner Zeit baugeschichtlich und ortsgeschichtlich bedeutend. | 09211914 |
|                | Wohnstallhaus, Seitengebäude und Einfriedung eines ehemaligen Dreiseithofes                                                 | Altcoschütz 23 (Karte)                                                                    | bezeichnet 1767 (Wohnstallhaus)                                                                                                 | Wohnstallhaus durch die Länge von 45 Metern und erhaltene bauliche Eigenheiten von besonderem Wert für die Hausforschung im Dresdner Raum, mit hohem Giebel, Fachwerkobergeschoss, in Teilen erhaltenem Kreuzgewölbe und Inschrifttafeln, als Zeugnisse der ländlichen Architektur und Volksbauweise ihrer Zeit baugeschichtlich und ortsgeschichtlich bedeutend. | 09211915 |
|                | Wohnhaus und Stützmauer eines Bauernhofes                                                                                   | Altcoschütz 25; 25a (Karte)                                                               | um 1830 (Bauernhaus) | giebelständiger Fachwerkbau, mit massivem Erdgeschoss und Satteldach, als Bestandteil des alten Coschützer Ortskerns von siedlungsgeschichtlicher Bedeutung, zudem als Zeugnis der ländlichen Architektur und Volksbauweise seiner Zeit baugeschichtlich und ortsgeschichtlich bedeutend. | 09211916 |
| Weitere Bilder | Felsenkellerbrauerei | Am Eiswurmlager 1; 2; 3; 4; 5; 6; 7; 8; 9; 10; 11; 12; 13; 14; 15; 17; 21; 23; 24 (Karte) | 1856 (Brauerei), 1856 (Verwaltungsgebäude), 1904 (Fassstapelraum), bezeichnet 1904 (Hopfenpräparieranstalt), 1926 (Kohlebunker) | Anlage aus mehreren Gebäudegruppe; baugeschichtlich, industriegeschichtlich und ortsgeschichtlich bedeutend, zudem mit dem seltenen System von in den Berg getriebenen Lagerstollen singulär (siehe auch Coselweg 3). Nur die Gebäudegruppe rechts der Weißeritz gehört zur Flur Coschütz. | 09210566 |
|                | Arbeiterwohnhaus | Birkigter Straße 2 (Karte)                                                                | 1778 (Arbeiterwohnhaus) | 1778 für Arbeiter der ehemaligen Pulvermühle (Heidenschanze 1/3) im Plauenschen Grund errichtet, Fachwerkbau mit Krüppelwalmdach und holzverschalten Giebelseiten, als einer der ältesten Bauten seiner Art in Dresden von baugeschichtlicher Bedeutung, zudem Zeugnis des ehemaligen Produktionsstandortes der Pulvermühle und als Arbeiterwohnhaus sozialgeschichtlich bedeutend. | 09211925 |
| Weitere Bilder | Felsenkellerbrauerei | Coselweg 3 (Karte)                                                                        | 1856 (Brauerei), 1856 (Verwaltungsgebäude), 1904 (Fassstapelraum), bezeichnet 1904 (Hopfenpräparieranstalt), 1926 (Kohlebunker) | Anlage aus mehreren Gebäudegruppe, Gebäude am Coselweg, zeitweilig Teil des Kulturhauses der Eisenbahner; baugeschichtlich, industriegeschichtlich und ortsgeschichtlich bedeutend (siehe auch Am Eiswurmlager 1 bis 24). | 09210566 |
|                | Wohnanlage aus drei zusammenhängenden Gebäuden (Felsenkellerstraße 1 und Saarplatz 5/6)                                     | Felsenkellerstraße 1 (Karte)                                                              | um 1930 (Mehrfamilienwohnhaus)                                                                                                  | charakteristisches Beispiel der Kleinwohnungs- und Siedlungsarchitektur in den 1920er und Anfang der 1930er Jahre, Fassaden durch horizontale Fensterbänder gegliedert, Sockel und Türeinfassungen aus Klinker, letztere dabei in expressionistischer Manier gestaltet, weiterer Akzent durch Sprossenfenster, baugeschichtlich und stadtentwicklungsgeschichtlich bedeutend. | 09210035 |
|                | Mietvilla mit Einfriedung und Stützmauer                                                                                    | Gebauerstraße 2 (Karte)                                                                   | vor 1895 (Mietvilla) | zeittypischer repräsentativer Mietvillenbau um 1890 mit Elementen des Schweizerhausstils, Ansicht bestimmt durch weite Dachüberstände und dekorative Schwebegiebel, schlichte Putzfassade, Sockelzone Granitzyklopenmauerwerk, architektonische Gliederung und Balkone aus Sandstein, baugeschichtlich und stadtentwicklungsgeschichtlich von Bedeutung. | 09211923 |
|                | Doppelwohnhaus (Gebauerstraße 5 und Kinderhortstraße 13) in Ecklage und offener Bebauung                                    | Gebauerstraße 5 (Karte)                                                                   | um 1930 (Doppelwohnhaus) | zeittypischer Wohnhausbau mit schlichter Putzfassade und Walmdach, Ansicht belebt durch Klappläden, baugeschichtlich und stadtentwicklungsgeschichtlich von Bedeutung. | 09211922 |
|                | Doppelwohnhaus (Gebauerstraße 10 und Kinderhortstraße 15) mit Einfriedung in Ecklage und offener Bebauung                   | Gebauerstraße 10 (Karte)                                                                  | um 1930 (Doppelwohnhaus) | zeittypischer Wohnhausbau mit schlichter Putzfassade und Mansardwalmdach, baugeschichtlich und stadtentwicklungsgeschichtlich von Bedeutung. | 09211921 |
|                | Wohnhaus in offener Bebauung mit Einfriedung                                                                                | Gebauerstraße 10b (Karte)                                                                 | um 1930 (Wohnhaus) | schlichter Putzbau mit Walmdach und Standerkern, Ansicht belebt durch Klappläden, Rundbogengiebel der Gaupe mit sparsamen Dekor, baugeschichtlich und stadtentwicklungsgeschichtlich von Bedeutung. | 09211920 |
| Weitere Bilder | Pulvermühle; Kommiß- und Garnisonsmühle; Weizenmühle der König-Friedrich-August-Mühlenwerke (ehem.)                         | Heidenschanze 3 (Karte)                                                                   | 1903–1905 (Getreidemühle), 1918 (Silo)                                                                                          | Mühlengebäude mit Siloturm; Gelände Mühlenstandort seit 1770, 1885 Bau einer Großmühle betrieben von der sächsischen Armee, 1903 Übernahme durch die Gebrüder Braune/König-Friedrich-August-Mühlenwerke und Verbindung mit der benachbarten Großbäckerei, 1917 Bau des weithin sichtbaren Siloturms, Anlage von ortsgeschichtlicher, technikgeschichtlicher und städtebaulicher Bedeutung. | 09211926 |
|                | Mietshaus mit Gaststätte in Ecklage und offener Bebauung                                                                    | Karlsruher Straße 1 (Karte)                                                               | vor 1897 (Mietshaus) | straßenbildprägender, repräsentativer Putzbau der 1890er Jahre mit Mansardwalmdach, zeittypisch historisierende Natursteingliederung, Lage und Eingangsbereich durch verbrochene Ecke und Mittelrisalit mit Turmaufsatz besonders hervorgehoben, baugeschichtlich und stadtentwicklungsgeschichtlich von Bedeutung. | 09211895 |
|                | Wohnhaus in offener Bebauung                                                                                                | Karlsruher Straße 10 (Karte)                                                              | um 1900 (Wohnhaus) | zeittypischer Wohnbau um 1900 mit Putzfassade, historisierender Gliederung und Satteldach, in Anlehnung an Schweizerhausstil errichtet und bestimmt durch weiten Dachüberstand, straßenseitigen Schwebegiebel und dekorativen Holzbalkon, baugeschichtlich und stadtentwicklungsgeschichtlich von Bedeutung. | 09211897 |
|                | Mietshaus in Ecklage und offener Bebauung                                                                                   | Karlsruher Straße 13 (Karte)                                                              | 1905 (Mietshaus) | charakteristischer Wohnbau vom Anfang des 20. Jahrhunderts, geprägt durch mächtiges Mansarddach, schlichte Putzfassade belebt durch Erker und variierende Fensterformate, Lage durch verbrochene Ecke, Ladenzone und Risalit betont, baugeschichtlich und stadtentwicklungsgeschichtlich von Bedeutung. | 09211898 |
|                | Mietshaus in Ecklage und offener Bebauung                                                                                   | Karlsruher Straße 16 (Karte)                                                              | um 1895 (Mietshaus) | repräsentativer, historisierender Klinkerbau mit Naturstein- und Putzgliederung, Mansarddach, Seitensialite mit Schweifgiebel, Kopflage durch breite Ladenzone betont, baugeschichtlich und stadtentwicklungsgeschichtlich von Bedeutung. | 09211899 |
|                | Ehemaliges Kinderhortgebäude in offener Bebauung                                                                            | Karlsruher Straße 36 (Karte)                                                              | 1914 (Kindereinrichtungen) | straßenbildprägender Bau der 1910er Jahre mit Elementen der Heimatschutzarchitektur, Ansicht dominiert von Seitenrisalit mit hohem Dreiecksgiebel, schlichte Putzfassade mit sparsamen Dekor, baugeschichtlich und ortsgeschichtlich von Bedeutung. | 09211919 |
|                | Doppelwohnhaus (Gebauerstraße 5 und Kinderhortstraße 13) in Ecklage und offener Bebauung                                    | Kinderhortstraße 13 (Karte)                                                               | um 1930 (Doppelwohnhaus) | zeittypischer Wohnhausbau mit schlichter Putzfassade und Walmdach, Ansicht belebt durch Klappläden, baugeschichtlich und stadtentwicklungsgeschichtlich von Bedeutung. | 09211922 |
|                | Doppelwohnhaus (Gebauerstraße 10 und Kinderhortstraße 15) mit Einfriedung in Ecklage und offener Bebauung                   | Kinderhortstraße 15 (Karte)                                                               | um 1930 (Doppelwohnhaus) | zeittypischer Wohnhausbau mit schlichter Putzfassade und Mansardwalmdach, baugeschichtlich und stadtentwicklungsgeschichtlich von Bedeutung. | 09211921 |
|                | Wasserwerk Coschütz | Kohlenstraße 23 (Karte)                                                                   | 1925–1945 (Wasserwerk) | Anlage aus Torhaus, Sozialgebäude, Büro- bzw. Verwaltungsgebäude, zwei Aufbereitungsgebäuden, Filterhalle mit Maschinenhaus sowie Zentraler Leitwarte und Zentralem Trinkwasserlabor; symmetrische Anlage mit Freiflächengestaltung und teilweise hochwertiger Ausstattung, als authentisch erhaltene Industriearchitektur der 30er und 40er Jahre baugeschichtlich von Bedeutung, zudem technikgeschichtlich und versorgungsgeschichtlich bedeutend. | 09211927 |
|                | Wohnanlage aus drei zusammenhängenden Gebäuden (Felsenkellerstraße 1 und Saarplatz 5/6)                                     | Saarplatz 5; 6 (Karte)                                                                    | um 1930 (Mehrfamilienwohnhaus)                                                                                                  | charakteristisches Beispiel der Kleinwohnungs- und Siedlungsarchitektur in den 1920er und Anfang der 1930er Jahre, Fassaden durch horizontale Fensterbänder gegliedert, Sockel und Türeinfassungen aus Klinker, letztere dabei in expressionistischer Manier gestaltet, weiterer Akzent durch Sprossenfenster, baugeschichtlich und stadtentwicklungsgeschichtlich bedeutend. | 09210035 |
|                | Mietshaus mit Einfriedung in offener Bebauung                                                                               | Saarstraße 4 (Karte)                                                                      | um 1895 (Mietshaus) | charakteristischer Wohnbau vom Ende des 19. Jahrhunderts mit Mittelrisalit und Mansardwalmdach, schlichte Putzfassade mit historisierender Natursteingliederung, baugeschichtlich und stadtentwicklungsgeschichtlich von Bedeutung. | 09211894 |
|                | Mietshaus mit Einfriedung in offener Bebauung                                                                               | Saarstraße 8 (Karte)                                                                      | um 1895 (Mietshaus) | zeittypischer Wohnbau um 1900 mit Mansardwalmdach, Ansicht dominiert von Seitenrisaliten mit markanten Giebeln, schlichte Putzfassade geprägt von historisierender Natursteingliederung und Klinkerakzenten, baugeschichtlich und stadtentwicklungsgeschichtlich von Bedeutung. | 09211893 |
| Weitere Bilder | Mietshaus in offener Bebauung                                                                                               | Saarstraße 15 (Karte)                                                                     | 1904 (Mietshaus) | schlichter Putzbau mit Mansardwalmdach und sparsamen Zierfachwerkakzenten, die nahezu vollständig erhaltene Flurausstattung im Jugendstil von Seltenheitswert, Ausmalung mit großen ornamentalen bzw. floralen Elementen sowie kleinen Landschaftsdarstellungen fast flächendeckend, auffällig auch die eleganten Fußbodenfliesen, baugeschichtlich und stadtentwicklungsgeschichtlich bedeutend, zudem von kunsthistorischem Wert. | 09217731 |
|                | Mietshaus mit Einfriedung in offener Bebauung                                                                               | Saarstraße 28 (Karte)                                                                     | 1903, bezeichnet (Mietshaus) | charakteristischer Wohnbau vom Anfang des 20. Jahrhunderts mit Mittelrisalit, schlichte Putzfassade geprägt von historisierender Natursteingliederung und kontrastreichen Akzenten der scheitrechten Bögen, Einfriedung im Jugendstil, baugeschichtlich und stadtentwicklungsgeschichtlich von Bedeutung. | 09211918 |
|                | Mietvilla mit Einfriedung                                                                                                   | Windbergstraße 8 (Karte)                                                                  | um 1880 (Villa) | schlichter Mietvillenbau um 1880, schmucklose Putzfassade mit historisierender Natursteingliederung, Schauseite geprägt von Mittelrisalit mit Schwebegiebel und Holzbalkonen, baugeschichtlich und stadtentwicklungsgeschichtlich von Bedeutung. | 09211900 |
|                | Pfarrhaus mit Einfriedung                                                                                                   | Windbergstraße 20 (Karte)                                                                 | bezeichnet 1900 (Pfarrhaus) | historisierender Klinkerbau mit Sandsteingliederung, hölzerner Dachreiter mit Glocke, besonders die Schauseite mit aufwendiger und abwechslungsreicher Fensterrahmungen der variierenden Formate, Gartenseite mit Standerker, ortsgeschichtlich und baugeschichtlich von Bedeutung. | 09211901 |
| Weitere Bilder | Rathaus Coschütz (ehem.) | Windbergstraße 22 (Karte)                                                                 | bezeichnet 1903 (Rathaus) | Rathaus mit Toranlage und Einfriedung; markanter Verwaltungsbau mit Seitenrisalit, repräsentativem Portal und Uhrturm, in den Formen der Deutschen Neorenaissance und des Barock mit Jugendstilelementen, Risalit mit Schweifgiebel, heute unter anderem Ärztehaus, baugeschichtlich, stadtentwicklungsgeschichtlich und künstlerisch bedeutend. | 09211902 |
|                | Mietshaus mit Einfriedung und Laube in offener Bebauung                                                                     | Windbergstraße 28 (Karte)                                                                 | bezeichnet 1896 (Mietshaus) | zeittypischer historisierender Mietshausbau vom Ende des 19. Jahrhunderts mit hohem Mansardwalmdach, schlichte Putzfassade, Ansicht geprägt von Mittelrisalit mit bezeichneter Kartusche im Giebeldreieck, baugeschichtlich und stadtentwicklungsgeschichtlich von Bedeutung. | 09211903 |

## Ausführliche Denkmaltexte
1. ↑  
Denkmaltext 

Der Dreiseithof Altcoschütz 1 – der sog. Ulmenhof – wurde nach dem großen Brand 1829 in regional- und zeittypischer Bauweise errichtet. Der historische Baubestand des ehemaligen Bauernhofes – bestehend aus Wohnstallhaus, Seitengebäude und Resten der Scheune – wird durch Teile der Hofeinfahrt ergänzt. Das zweigeschossige, giebelständige Wohnstallhaus mit Krüppelwalmdach und zweiriegligem Fachwerk im Obergeschoss und beiden Giebeln ist zwischen Wohn- und Stallteil stumpf abgewinkelt. Die Sandsteingewände im massiven Erdgeschoss lassen im Scheitelstein des Haustürsturzes die Datierung „1829“ erkennen. Die abknickende Abseite ist jünger (nach 1887) als der Hauptbau, wurde aber analog ausgeführt. Gegenüber und östlich des Wohnstallhauses ist das zweigeschossige Seitengebäude angeordnet. Die ursprüngliche Nutzung in einen Scheunen- und einen Auszugsteil ist an der rundbogigen Öffnung einer seitlichen Durchfahrt vom Platz aus in den Hof ablesbar. Der Fachwerkbau weist ein massives Erdgeschoss und einen gemauerten abgewandten Giebel auf. Der Schlussstein des feinprofilierten Türstocks datiert 1830 (römische Ziffern). Die Krüppelwalmdächer wiesen bauzeitlich Fledermausgaupen auf, die Schleppgaupe am Anbau des Wohnstallhauses stammt ca. aus den 30er Jahren. Der Hof wird südlich von den Resten einer Scheune abgeschlossen, von der noch die Grundmauern und die Unterkellerung von Denkmalwert sind. Diese könnten laut Messtischblatt noch von der Anlage des Hofes vor 1829 stammen. Die in ihrer gewachsenen Struktur weitgehend authentisch erhaltene Hofanlage ist anschauliches Zeugnis der bäuerlichen Bau- und Lebensweise ihrer Entstehungszeit am Ort und in der Region. In dem historischen Baubestand des Dreiseithofes dokumentiert sich exemplarisch die bauliche Entwicklung, Ausprägung und Funktion einer bäuerlichen Wirtschaft in der Vergangenheit. Damit verkörpert der Hof einen wichtigen Aussagewert zur Heimat- und Baugeschichte. Zudem kommt Altcoschütz 1/1a durch seine Lage am Eingang und damit besonders ortsbildprägender Bestandteil des alten Coschützer Ortskerns, der auch heute noch als sackgassenartig erweiterter Rundweiler erlebbar ist, eine große siedlungsgeschichtliche Bedeutung zu (LfD/2017).
2. ↑  
Denkmaltext 

Der Zweiseithof Altcoschütz 3 wurde nach dem großen Brand 1829 in regional- und zeittypischer Bauweise neu errichtet. Zum denkmalgeschützten Baubestand des ehemaligen Bauernhofes gehören das Wohnstallhaus und die Hofmauer mit Pforte und vermauerten Schlusssteinen. Das zweigeschossige, giebelständige Wohnstallhaus mit vorkragendem Satteldach und zweiriegeligem Fachwerk im Obergeschoss, der zugewandte Giebel verputzt, Sandsteingewände im massiven Erdgeschoss, Dach bauzeitlich mit Fledermausgaupen. In der verputzten Natursteinmauer Segmentbogenpforte aus Naturstein, außerdem in den Putz eingelassene Schlusssteine – einer mit Datierung »1745«, der andere mit gekreuzten Sechen (Winzermesser), Schlusssteine sicherlich von der Anlage des Hofes vor 1829 stammen. Die in ihrer gewachsenen Struktur weitgehend erhaltene Hofanlage ist Zeugnis der bäuerlichen Bau- und Lebensweise ihrer Entstehungszeit am Ort und in der Region. In dem historischen Baubestand des Zweiseithofes dokumentiert sich exemplarisch die bauliche Entwicklung, Ausprägung und Funktion einer bäuerlichen Wirtschaft in der Vergangenheit. Damit verkörpert der Hof einen wichtigen Aussagewert zur Heimat- und Baugeschichte. Zudem kommt Altcoschütz 3 als Bestandteil des alten Coschützer Ortskerns, der auch heute noch als sackgassenartig erweiterter Rundweiler erlebbar ist, eine große siedlungsgeschichtliche Bedeutung zu (LfD/2017).
3. 1 2  
Denkmaltext 

Anlage aus südlicher Gebäudegruppe um einen Innenhof mit Hauptkontor, Verwaltungs- und Wohngebäude, Sudhäusern, Malzturm, Trockendarre, Küchengebäude und Laborgebäude, aus westlich gelegener Hopfenpräparieranstalt, aus geschlossenem Komplex mit Gär- und Fasskellergebäude, Kühlhaus, Kessel- und Maschinenhaus einschl. großer Esse, Kohlenhochbunker sowie Böttcherei, aus dahinter befindlichem Gebäude mit Tankabfüllung (ehemaliges Flaschenlager), Gebäude am Coselweg, zeitweilig Teil des Kulturhauses der Eisenbahner, und aus ins Felsmassiv getriebenen Stollen zur Lagerhaltung; am ältesten die zumeist 1856 entstandene Gebäudegruppe mit Innenhof, diese aus markanten Bauten mit Zyklopenmauerwerk, Eckbetonungen und Lisenengliederung, der geschlossene Komplex mit Gär- und Fasskellergebäude an der Vorderseite mit 1897–1898 bezeichnet, abgesehen davon Kühlhaus von 1876, Maschinenhaus von 1891, Fassstapelraum von 1904 und Kesselhaus, Kohlebunker sowie Esse von 1926, Gebäude dieser zweiten Baugruppe vor allen mit Klinkerfassaden, belebt von Lisenen usw., z. T. Fachwerkkonstruktionen, Tankabfüllung wohl auch aus dem Ende des 19. Jahrhunderts, die sich gestalterisch an die Klinkerbauten anlehnende Hopfenpräparieranstalt mit 1904 bezeichnet, Anlage der Felsenkellerbrauerei entwickelte sich zur größten industriell betriebenen Brauerei Sachsen, aus technologischer Sicht sogar Spitzenposition, baugeschichtlich, industriegeschichtlich und ortsgeschichtlich bedeutend, zudem mit dem seltenen System von in den Berg getriebenen Lagerstollen singulär.